# لیبناتوو
لیبناتوو (به چکی: Libňatov) یک منطقهٔ مسکونی در جمهوری چک است که در منطقه تروتنوف واقع شده‌است.